# Pangasinán
Pangasinán (Pangasinan /paŋgasiˈnan/ en pangasinense) es una provincia en la región de Ilocos en las Filipinas. Pangasinan en pangasinense significa «lugar donde se mina la sal». Su capital es Lingayén.

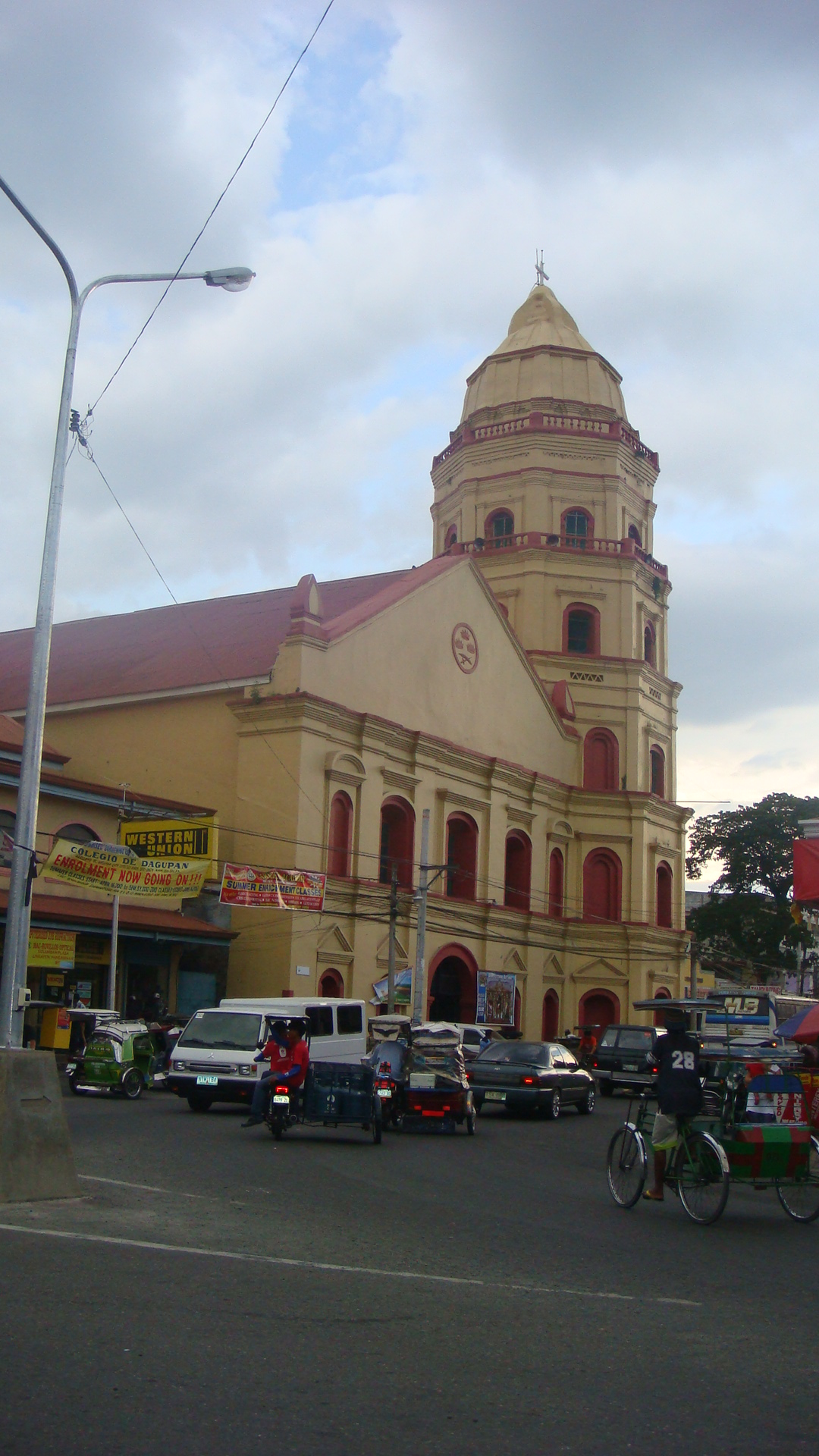
Iglesia de La Epifanía del Señor en Lingayén.

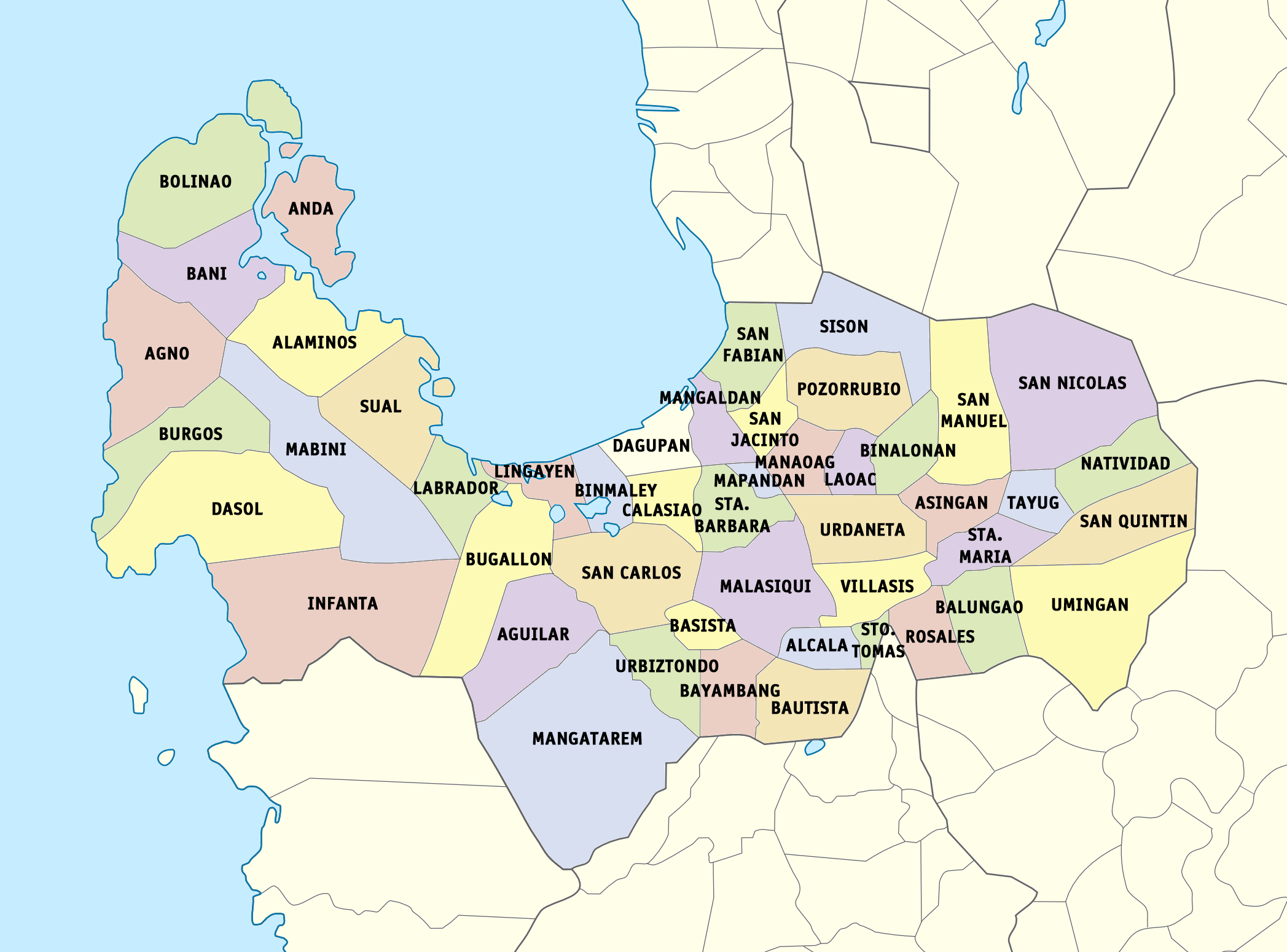
Municipios de Pangasinán.

## Geografía
La provincia de Pangasinán, ocupa una superficie de 5.369 kilómetros cuadrados. Al este, limita con la Cordillera, al oeste con los montes Zambales, al sur con las llanuras arroceras de Tarlac y al norte con el golfo de Lingayén y el Mar de la China Oriental. Está localizada en la zona centro occidental de la isla de Luzón. Limita al norte con La Unión y Benguet, al este con Nueva Vizcaya y Nueva Écija, al sur con Zambales y Tarlac y al oeste el golfo de Lingayén en el mar del Sur de la China.
Tiene una superficie de 5.362,82 kilómetros cuadrados, y se encuentra a 170 kilómetros al norte de Manila, 50 kilómetros al sur de Baguio, a 115 kilómetros del aeropuerto intencional de Súbic y a 80 kilómetros del aeropuerto internacional de Clark.
Al sureste del cabo de Bolinao, en la ensenada de Pangasinán, está el puerto de Sual, cuya entrada es fácil y sin obstáculo alguno, su fondo arenoso, de figura circular, de peco más de media legua de diámetro, defendido de todos los vientos, y los buques pueden arrimarse bastante a tierra.

"...Toda la provincia es una estendida llanura, formando un declibe imperceptible desde la cordillera de los montes de los Igorrotes hasta los de Zambales y hacia los pueblos playeros, que todos están contiguos y con bellas calzadas, adornadas de árboles en toda su estension..."

"...Los vientos del mar son muy saludables; no asi los de S. E.: sin embargo, su temperamento es suave y apacible y maravillosa la fecundidad; y aunque se ha aumentado mucho la población todavía es susceptible de una tercera parte mas, atendida la feracidad de su terreno y la gran
porción que se halla, inculta..."

Diccionario Buzeta, 1850.

### Relieve
Desde un punto de vista geográfico esta provincia se puede dividir en dos partes, el noroeste de la península entre el Golfo de Lingayén al este y el Mar de la China Meridional en el norte y el oeste, y las regiones central y oriental, que incluyen los principales parte del delta del río Agno y su cuenca.
El relieve del noroeste de la provincia, es bastante moderado, rara vez alcanza una altura de más de 130 m s. n. m.
En tiempos relativamente recientes esta región se ha levantado ligeramente por encima de nivel del mar y la erosión ha modelado su extensa meseta donde los ríos se realizan una incisión formando valles afiladas que se van ampliando según se acercan al mar.
La forma volcánica de monte de San Isidro destacada en el paisaje con sus dos puntos cónicos que se ven claramente.
La mayor parte de la región montañosa está deforestada.
El manglar proporciona leña que se corta cerca de la costa.
En el extremo sur, las colinas que abrazan las cabeceras de los ríos Alaminos y Balincaguín y
se caracterizan por estrechos valles y laderas escarpadas.

### Municipios
La provincia de Pangasinán está dividida en 44 municipios, cuatro ciudades: (Alaminos; Urdaneta, Dagupán, sede episcopal;  y San Carlos). La capital Lingayén no tiene la consideración de ciudad. Cuenta además con 1.364 barangays y seis distritos del congreso.
| Ciudad/Municipio | N.º de Barangays | Población (2010) | Área (km²) | Código    |
| ---------------- | ---------------- | ---------------- | ---------- | --------- |
| Agno             | 17               | 27.508           | 169.75     | 015501000 |
| Aguilar          | 16               | 39.529           | 195.07     | 015502000 |
| Alaminos         | 39               | 85.025           | 164.26     | 015503000 |
| Alcalá           | 21               | 41.079           | 45.71      | 015504000 |
| Anda             | 18               | 37.011           | 74.55      | 015505000 |
| Asingan          | 21               | 56.353           | 66.44      | 015506000 |
| Balungao         | 20               | 26.678           | 73.25      | 015507000 |
| Bani             | 27               | 45.758           | 179.65     | 015508000 |
| Basista          | 13               | 30.385           | 24.00      | 015509000 |
| Bautista         | 18               | 30.193           | 46.33      | 015510000 |
| Bayambang        | 77               | 111.521          | 143.94     | 015511000 |
| Binalonán        | 24               | 52.832           | 47.57      | 015512000 |
| Binmaley         | 33               | 78.702           | 118.50     | 015513000 |
| Bolinao          | 30               | 74.545           | 179.22     | 015514000 |
| Bugallón         | 24               | 64.253           | 189.64     | 015515000 |
| Burgos           | 14               | 18.315           | 131.32     | 015516000 |
| Calasiao         | 24               | 91.109           | 48.36      | 015517000 |
| Dagupán          | 31               | 163.676          | 37.23      | 015518000 |
| Dasol            | 18               | 26.991           | 166.60     | 015519000 |
| Infanta          | 13               | 21.149           | 254.29     | 015520000 |
| Labrador         | 10               | 21.149           | 90.99      | 015521000 |
| Lingayén         | 32               | 98.740           | 62.76      | 015522000 |
| Mabini           | 10               | 24.011           | 291.01     | 015523000 |
| Malasiqui        | 73               | 123.566          | 131.37     | 015524000 |
| Manaoag          | 26               | 64.548           | 55.95      | 015525000 |
| Mangaldán        | 30               | 98.905           | 48.47      | 015526000 |
| Mangatarem       | 82               | 69.969           | 317.50     | 015527000 |
| Mapandán         | 15               | 34.439           | 30.00      | 015528000 |
| Natividad        | 18               | 22.713           | 134.36     | 015529000 |
| Pozorrubio       | 34               | 66.111           | 134.60     | 015530000 |
| Rosales          | 37               | 59.687           | 66.39      | 015531000 |
| San Carlos       | 86               | 175.103          | 169.03     | 015532000 |
| San Fabián       | 34               | 77.899           | 81.28      | 015533000 |
| San Jacinto      | 19               | 37.737           | 44.18      | 015534000 |
| San Manuel       | 14               | 46.875           | 129.18     | 015535000 |
| San Nicolás      | 33               | 34.108           | 210.20     | 015536000 |
| San Quintín      | 21               | 32.626           | 115.90     | 015537000 |
| Santa Bárbara    | 29               | 76.637           | 61.37      | 015538000 |
| Santa María      | 23               | 31.091           | 69.50      | 015539000 |
| SantoTomás       | 10               | 14.406           | 12.99      | 015540000 |
| Sisón            | 28               | 43.979           | 81.88      | 015541000 |
| Sual             | 19               | 31.216           | 130.16     | 015542000 |
| Tayug            | 21               | 40.018           | 51.24      | 015543000 |
| Umingán          | 58               | 67.534           | 258.43     | 015544000 |
| Urbiztondo       | 21               | 47.831           | 81.80      | 015545000 |
| Urdaneta         | 34               | 125.451          | 100.26     | 015546000 |
| Villasis         | 21               | 59.111           | 75.83      | 015547000 |
| Laoac            | 22               | 29.456           | 40.50      | 015548000 |

### Demografía
En la época de la conquista tenía muy poca población este territorio.
En el año 1733, solo contaba la provincia en Pangasinán que á la sazón comprendía
lo que hoy forma la de Zambales, 73,303 almas y pagaba 14,661 tributos.
A principios del siglo XIX tenía ya 102,305 almas y pagaban 20,536 tributos, no obstante los que habían perecido en el alzamiento y la segregación de la provincia de Zambales, con lo que se hace tanto más de notar un incremento tan asombroso.
En el año de 1818, constaba esta provincia de 28 pueblos, con  119,322 almas que pagaban 20,722 tributos.
En 1830, 31 pueblos, 252.176 almas que pagaban 48,521 tributos.
En 1918 la provincia tenía una extensión superficial de 5035 km² donde habitaban 573.944 personas distribuidas en 46 municipios y 809 barrios.
No figuran los municipios de Bansista creado en 1961 y de Laoac creado en 1980.
Según el censo del año 2000, la población de la provincia alcanza la cifra de 2.434.086 habitantes, con una densidad de 453 habitantes por kilómetro cuadrado, distribuidos en 44 pueblos, cuatro ciudades y 1.364 barangays.
El inglés y el tagalo, son ampliamente hablados, al ser medio de instrucción escolar.

## Economía

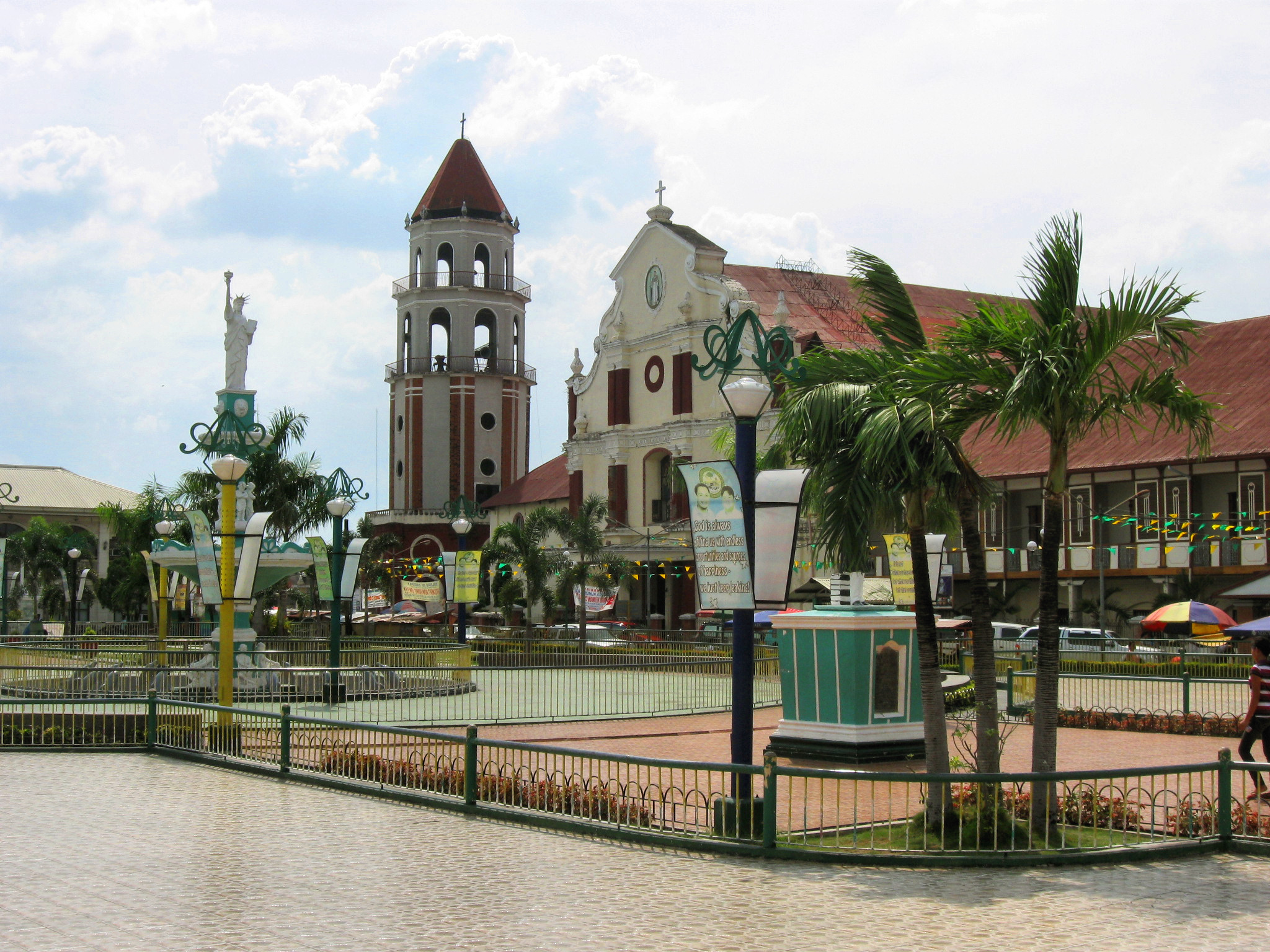
Población de San Carlos de Binalatongan.

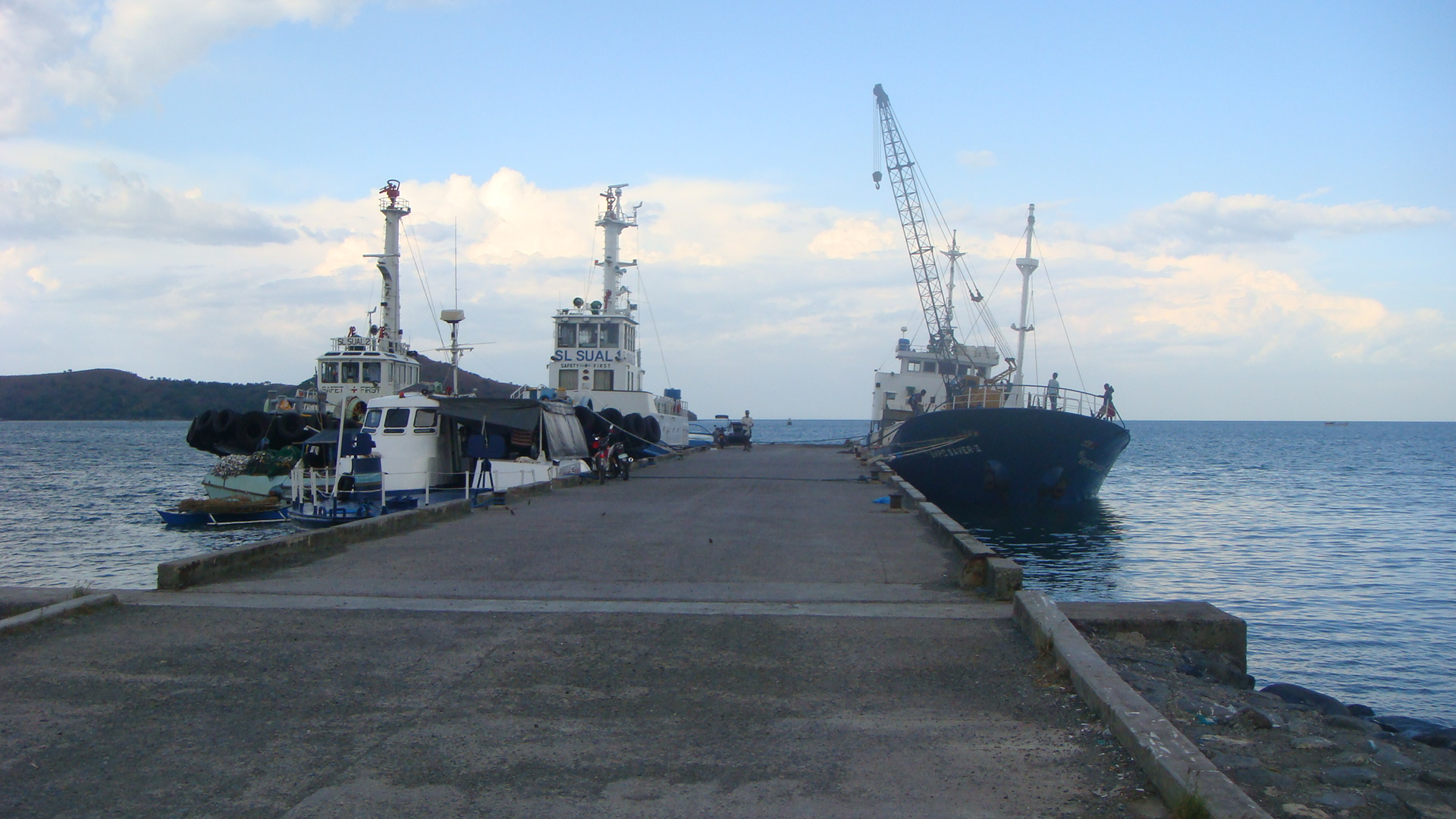
Puerto pesquero de Sual.

A mediados del siglo XX la ocupación principal de los naturales era la agricultura, á la que se dedican con preferencia los hombres: las mujeres y aún los niños; concurren a la plantación del arroz; recogido el cual, siembran el maíz, las lentejas y otras legumbres.
Muchos pueblos se dedican al cultivo de la caña dulce, y son tan feraces algunas tierras, que recogida la caña, las siembran de arroz y se cría y produce muy bien.
La cosecha de algodón es escasa y de inferior calidad.
La  pesca es abundante en toda la costa, y aún en los ríos y lagunas.

"...Cada indio de esta provincia, con solo su gran cuchillo, es el arquitecto de su casa, hace todos los utensilios que necesita, y todos los instrumentos para la agricultura, á escepcion del arado, y no hay india que no sepa cortar y coser con finura y delicadeza toda la ropa que usa su familia; de modo que es raro el indio que no se presenta los dias festivos con
vestido decente, según su clase, y bordado por su muger ó sus hijas; hay algunos artesanos,
como zapateros, sastres, carpinteros, escultores, plateros, herreros y otros..."
Diccionario Buzeta, 1850.

La sal marina, fuente de riqueza para las ciudades costeras, es el origen de su nombre, porque Pangasinan, significa, “el lugar donde hay sal”. Precisamente, es la sal, el ingrediente principal de su plato típico: el “bagún”, salsa fermentada de pescado.
Cuenta con un periódico diario, varios semanarios, veinte emisoras de radio y un canal de televisión regional.
La televisión por cable, se encuentra instalada en las mayores ciudades, Dagupán, Urdaneta y Alaminos. Precisamente el mayor nivel de densidad de televisores fuera de Manila, se encuentra en esta provincia.
Las industrias más importantes de la provincia son la Térmica de Sual, que produce 1.200 megavatios, el embalse de San Roque, que proporciona 345 megavatios de potencia, la embotelladora de Coca-Cola, la fábrica de Cementos del Norte, la destilería de La Tondeña.
Tiene importantes factorías pesqueras y es una de las mayores productoras de arroz, mangos y productos artesanales de bambú.

## Geografía humana
Los pangasinenses tienen su origen en el este de la provincia donde habitaban los ilongotes antes de su migración al oeste hasta  al norte en los pueblos que constituyen ahora la provincia de La Unión y hasta al sur en el pueblo de Paniqui en la provincia de Tarlac, estableciendo una civilización rica y próspera. 

"...Los habitantes de esta provincias presentan claramente divididos en dos naciones. Los que viven en los pueblos de Bagnotan y los que siguen hasta Santo Tomás, son de la familia Ilocana, hablan su idioma y en nada se diferencia..." 

"...Los vecindarios de los demás pueblos hasta la Pampanga son los verdaderos Pangasinanes,
nación distinta de las otras de las islas que tiene su dialecto particular aunque de alguna semejanza á los demás filipinos..." 

"...Los pueblos Ilocanos viven agrupados bajo campaña, los pangasinanes tienen sus casas en hilera sobre los caminos cuyo método de población es el mas propio para aquellas islas, pudiendo tener cada casa su huerta junto á ella..."

Diccionario Buzeta, 1850.

Son pangasinenses famosos: el expresidente Fidel Ramos, el presidente del Parlamento, José de Venecia, la madre de la expresidenta de Filipinas, Gloria Macapagal Arroyo, y el padre del actor Fernando Pou.
Los habitantes de la provincial de Pangasinán son conocidos como pangasinenses. Cuenta con una población de 1.434.086 habitantes según el censo del dos mil. Es la tercera provincia por número de habitantes.
Según este censo, el 44% de la población es ilocana y el 47% pangasinense.

## Historia
Históricamente, Pangasinan ocupa un lugar destacado como campo de batalla de muchas guerras.
En el Golfo de Lingayen se encontraba el pirata chino Limahong.
En Segunda Guerra Mundial el general Douglas MacArthur aterrizó en Lingayen para reanudar las operaciones militares contra Japón.
Andres Malong, un oficial español, encabezó la primera rebelión de la provincia en 1660.
Antiguamente, según el obispo Domingo de Salazar, Pangasinán se encontraba a cuarenta leguas de distancia de Manila ya sea por tierra o mar, más o menos treinta horas a caballo o en carruaje. Actualmente, en vehículo, se puede llegar antes de las cinco horas de viaje.

### Presencia española

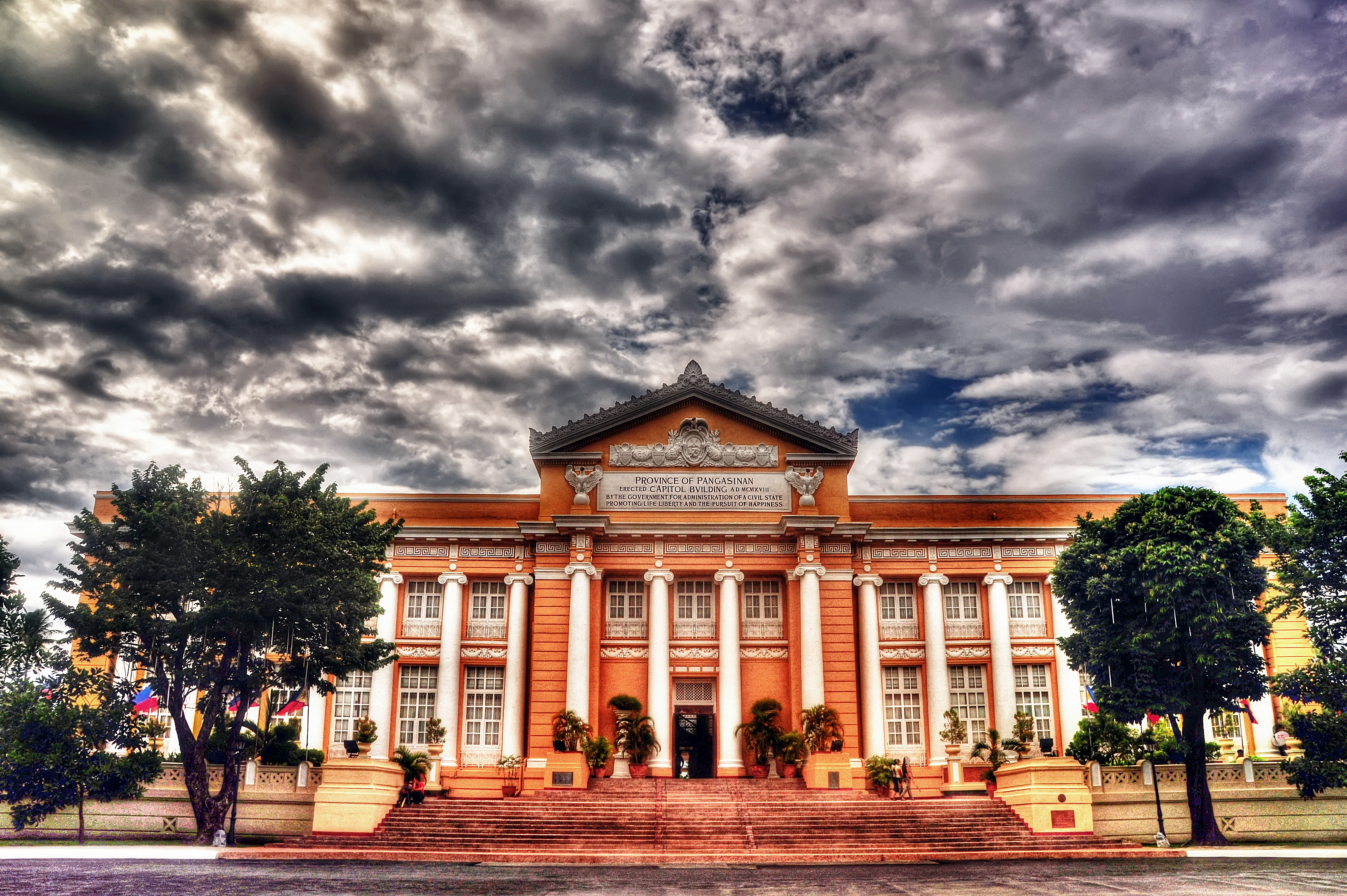
Casa Real, sede del Gobierno Provincial durante el régimen español, ahora Capitolio Provincial.

Esta provincia. fue descubierta y conquistada al mismo tiempo que las de Ilocos.
La primera presencia española en Pangasinán, se debe a la expedición mandada por Juan de Goiti en 1571. Un año más tarde, Juan de Salcedo desembarca en el golfo de Lingayén cerca de la desembocadura del río Agno.
Hasta 1580, no se pacifica la región, que se coloca al mando de un alcalde mayor. A partir de ese momento los dominicos, franciscanos y agustinos comienzan su labor evangelizadora, convirtiendo a la mayor parte de sus habitantes.
Los agustinos recoletos evangelizaron la zona oeste de la provincia que hoy es el territorio de la diócesis de Alaminos.
Los agustinos empezaron su evangelización y desde 1611, se hicieron cargo en su administración los dominicos á quienes la cedieron aquellos en arras de sus contrato sobre
la celebración en la Fiesta del Corpus Christi.

### Rebeliones de Malong y de Palaris
Ha habido en esta provincia algunos alzamientos que son los únicos recuerdos notables de su historia.
En diciembre de 1660, estalla una rebelión liderada por Andrés Malong, jefe nativo del poblado de Binalatongán, en la actualidad llamado San Carlos. Tras algunos éxitos en la provincia, se autoproclamó rey de Pagansinán. En febrero de 1661, cayó el efímero “reinado”.

"...Por los años de 1735, se insurreccionaron sus habitantes, lebantaron tropas y eligieron por rey á un indio llamado Manlong. Mataron al alcalde mayor, pero no hicieron daño alguno á los PP. Dominicos que los administraban, tal es el respeto que siempre han tenido á los religiosos. El Gobernador don Sabiniano Manrique de Lara embió tropas contra el alzamiento y en breve consiguieron apaciguarlo..."
Diccionario Buzeta, 1850.

Tras la ocupación de Manila por las tropas británicas en octubre de 1762, los pangasinenses se alzan nuevamente en armas contra la colonia española, esta vez liderados por Juan de la Cruz Palaris.
Tras un período de anarquía y caos, y tras el Tratado de París de marzo de 1763, los españoles capturaron a los rebeldes, devolviendo la paz a esta región.

"...Durante la. guerra con los ingleses quese apoderaron de Manila, hubo otra sublevación que duró desde 3 de noviembre de 1762, hasta marzo de 1763. Empezó pidiendo los indios que se les mudase el alcalde mayor y las justicias de  los pueblos y que se les quitase el tributo. La primera espedicion que se dirijió contra hellos, hubo de retirarse, pero se embió mas tropa, se los derrotó, y aunque se hicieron fuertes en los
montes, bajo la dirección de diversos cabecillas quedaron por fin reducidos. Grande fué la pérdida que en aquella ocasión sufrió la población de la provincia, de modo que desde el primero empadronamiento que se hizo se hecharon de menos más de 20,000 personas: en verdad que muchos volvieron después porque se habían refujiado en otros pueblos...."
Diccionario Buzeta, 1850

### La provincia
En 1611 fue reconocida como provincia, comprendiendo los territorios de Zambales y algunas zonas de La Unión y de Tarlac. Lingayén fue designada capital provincial.
La actual provincia de Pangasinán fue oficialmente instituida durante el mandato del gobernador Gonzalo Ronquillo de Peñalosa en 1580.

"...PANGASINAN (provincia de ): situada al Norte de Manila. Confina por el sur con la provincia de la Pampanga, por el norte con la de Ilocos, por el oeste con la de Zambales y por el este con los montes Igorrotes, Ilongotes y Alaguetes..." 

"...Tiene 23 leguas de largo y 13 3n su mayor anchura. Su jurisdicción comprende 29 pueblos y el gobierno espiritual pertenece al obispado de Nueva Segovia..."

"...Es su cabecera o capital el pueblo de Lingayén, 30 leguas distante de Manila..."

Diccionario Buzeta, 1850

La provincia de La Unión se formó en 1850 cuando el gobierno colonial español fusionó las localidades sureñas de Ilocos Sur, las localidades norteñas de Pangasinán y las localidades occidentales de Benguet. Por eso, se nombraron La Unión.
El 7 de noviembre de 1903, durante la ocupación estadounidense, la parte norte de Zambales fue incorporada a la provincia de Pangasinán.
Concretamente los municipios de  Alaminos, Dasol, Bolinao, Anda, San Isidro de Putot, Bani, Agno e Infanta.

### Las ciudades

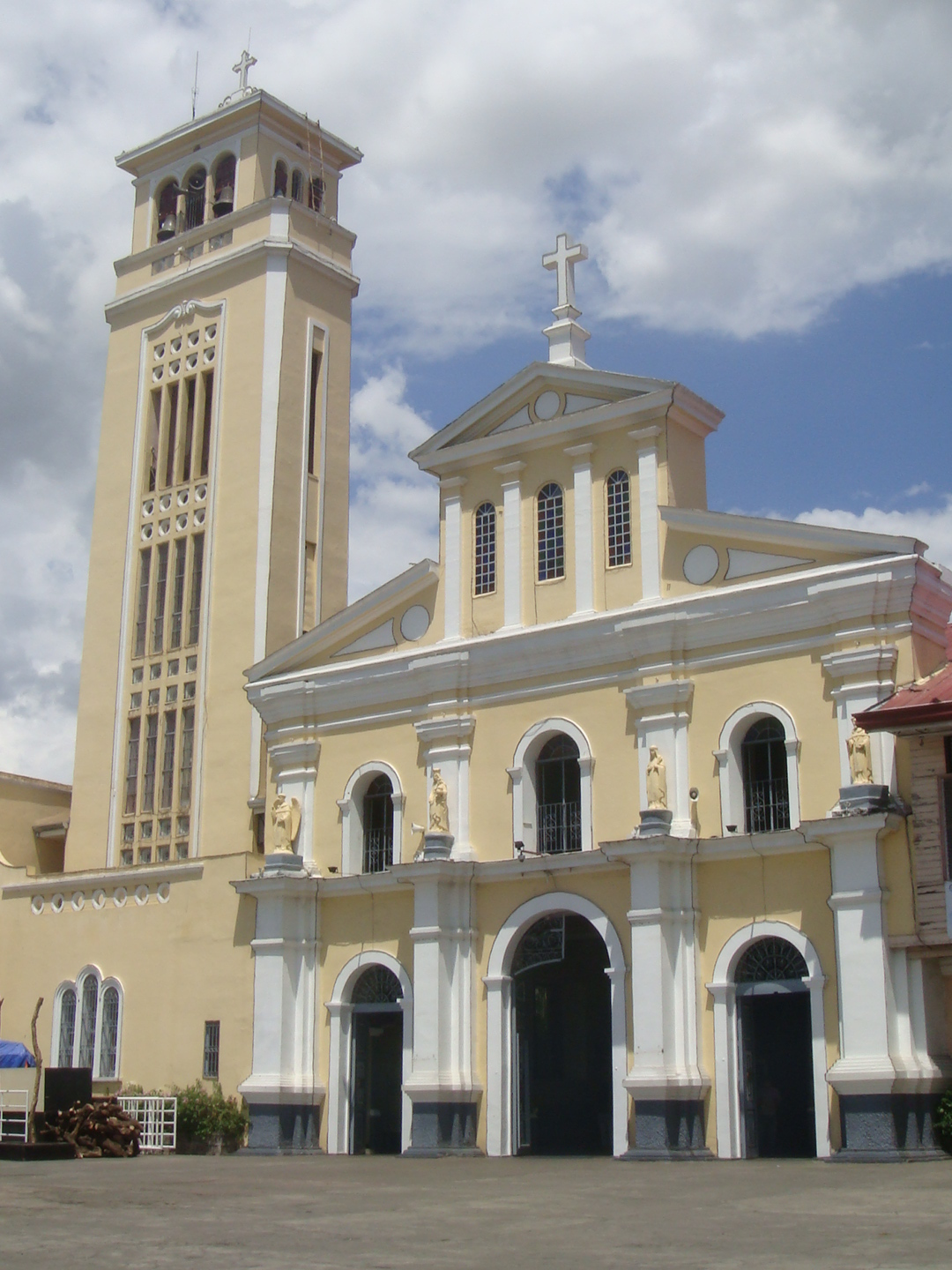
Santuario de Nuestra Señora del Santísimo Rosario de Manaoag.

El Boletín Eclesiástico de Filipinas publicado por los padres Dominicos constan las siguientes fechas de fundación: San Carlos de Binalatongan, 1588; Calasiao, 1588; Mangaldan, 1600; Manaoag, 1608; Lingayen, 1614; Dagupan, 1614 y Telbang, hoy Bautista, 1614.
Otras ciudades que se fundaron fueron Binmaley, Santa Bárbara y San Fabián.

## La Provincia Eclesiástica de Lingayén-Dagupán

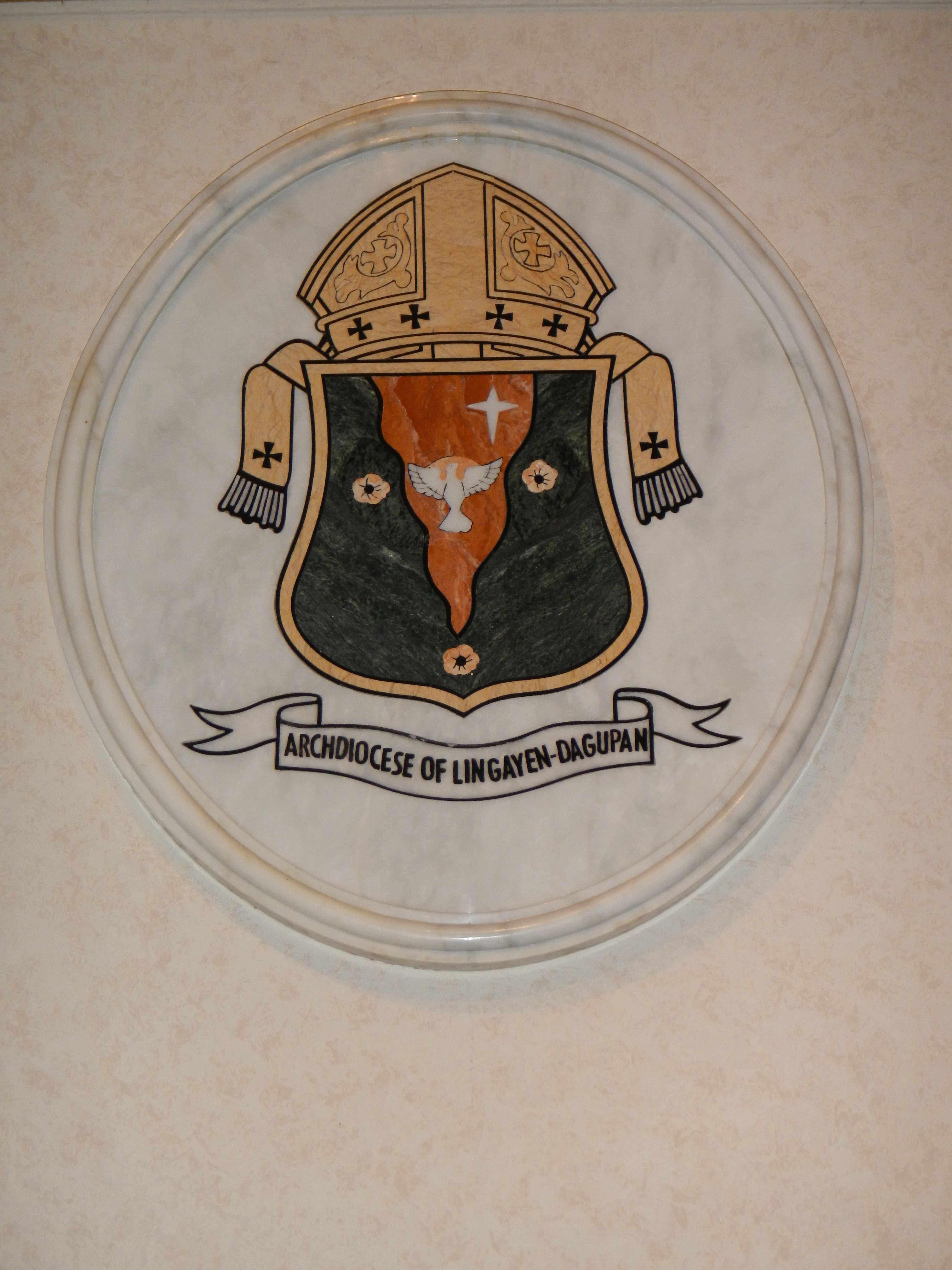
Escudo de Armas del Arzobispode Lingayén-Dagupán.

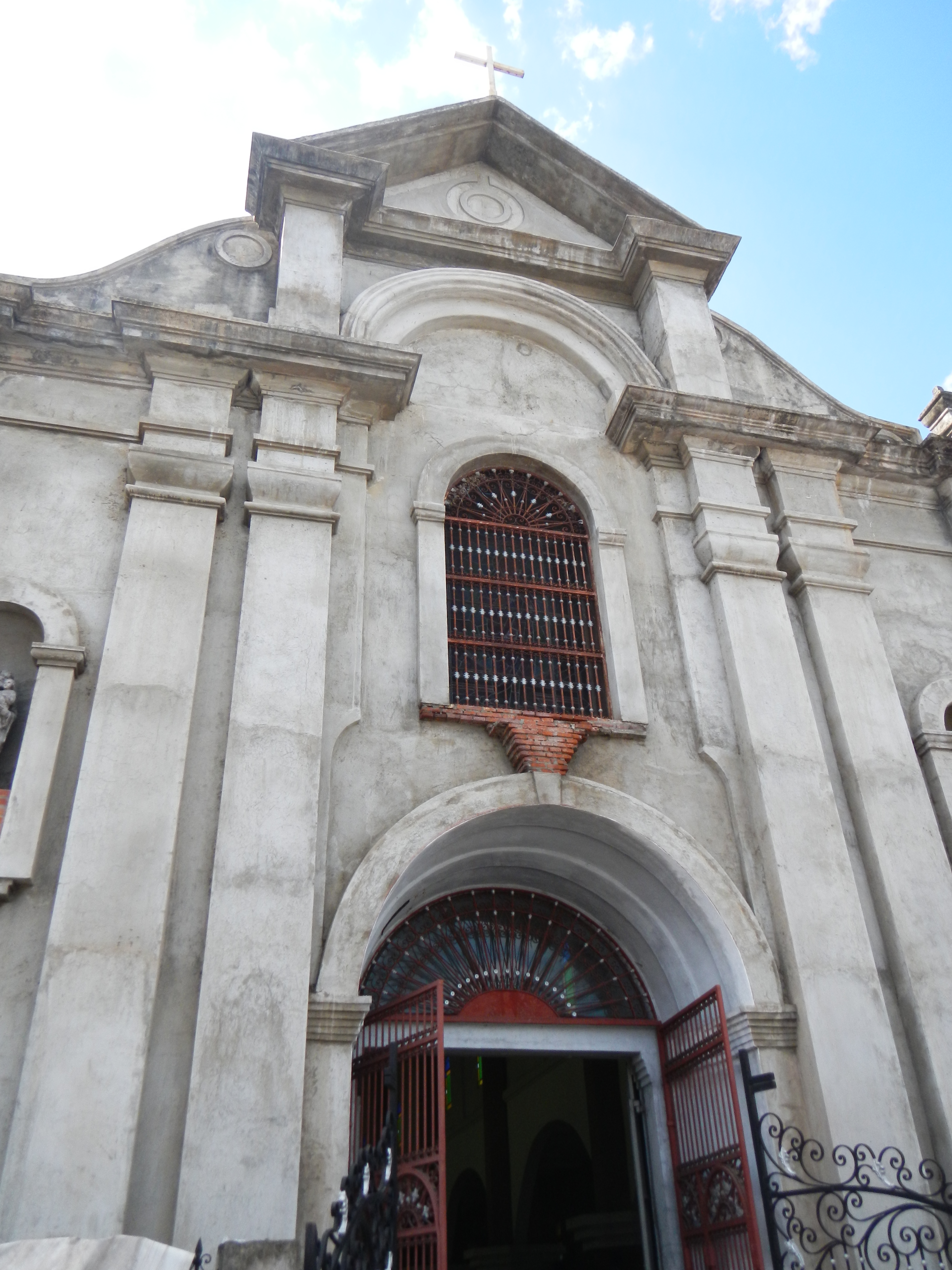
Santuario de San Juan Evangelista.

La diócesis de Lingayen fue erigida el 19 de mayo de 1928,  comprendiendo toda la provincia de Pangasinan. En 1954, a causa de la destrucción de Lingayen durante la Segunda Guerra Mundial, la Sede fue trasladado a Dagupán, por lo que la diócesis se conoce ahora como diócesis de Lingayen-Dagupán.
El 12 de enero de 1985 la parte occidental de la provincia pasa a formar parte de la nueva diócesis de Alaminos, mientras que la parte oriental forma la también nueva diócesis de Urdaneta.
Las diócesis de Cabanatúan, San José en Nueva Ecija y San Fernando de La Unión son sufragáneas de la Arquidiócesis de Lingayén-Dagupán erigida en 1963.

## Educación

### Establecimientos universitarios
- Instituto Asiático de E-Comercio - Asian Institute Of E-Commerce
- Colegio de Dagupan
- Fundación Universitaria de Dagupan - Dagupan Colleges Foundation
- Golden West Colleges
- Kingfisher School of Business and Finance
- Lyceum Northwestern University
- Palaris College
- Pangasinan College of Science and Technology
- Pangasinan State University
- Columban's College
- University of Luzon
- University of Pangasinan
- Urdaneta City University
- Universidad del Perpetuo Socorro -University Of Perpetual Help - JONELTA FOUNDATION (Pangasinan Campus)

### Institutos de Educación Secundaria
- Dagupan City National High School
- Pogo-Lasip Elementary School
- Saint John's Cathedral School
- Bonuan Boquig National High School
- Bonuan Boquig Elementary School
- San Quintin National High School
- Mother Goose Special schools System Inc.
- Speaker Eugenio Perez National Agricultural School
- Archdiocesan School of San Fabian

## Medios de comunicación

### Periódicos
- Sunday Punch
- Pangasinan Star Online
- Sun Star - Pangasinan

### Televisión y radio
- AM 1161 DWCM Aksyon Radyo Dagupan
- FM 104.7 iFM Dagupan
- FM 106.3 HotFM Dagupan

## Turismo
- Santuario de Nuestra Señora del Santísimo Rosario de Manaoag, famoso por sus poderes milagrosos. Los devotos católicos frecuentan el santuario, especialmente en su fiesta del primero de octubre, y a los dieciocho días de Pascua de Resurrección.
- Playas de Rock Garden Resort y de Cabo Bonilano , en el municipio de Bolinao.
- Playa Azul - Blue Beach en  Dagupán.
- Playa Blanca en el municipio de San Fabián.
- Playa Blanca de Tambobong en Dasol.

Playa Tondol Beach in Anda
Saltos de Antong en Sison
Cueva de Cacupangan in Mabini
Monte Balungao in Balungao
Parque nacional de Manleluag Spring en Mangatarem
Santuario del Señor Divino Tesoro en Calasiao
Iglesia de Salasa en Bugallon
Casa Urduja en Lingayén
Museo de Guerra del Golfo de Lingayén.
Museo de Bolinao
Centro Deportivo de Narciso Ramos en Lingayén
Santuario Marino de las Cien Islas en Alaminos
Laboratorio Oceanográfico Marino en Alamitos.
Rock Garden Resort
Tesoros de Bolinao
Río Dipalo en San Quintín